# Европа медного века

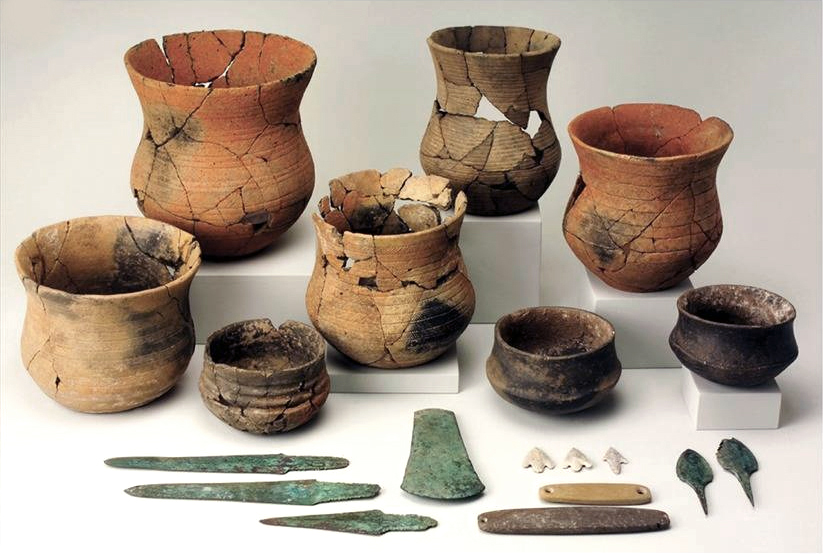
Культура колоколовидных кубков, ранний медный век, Испания

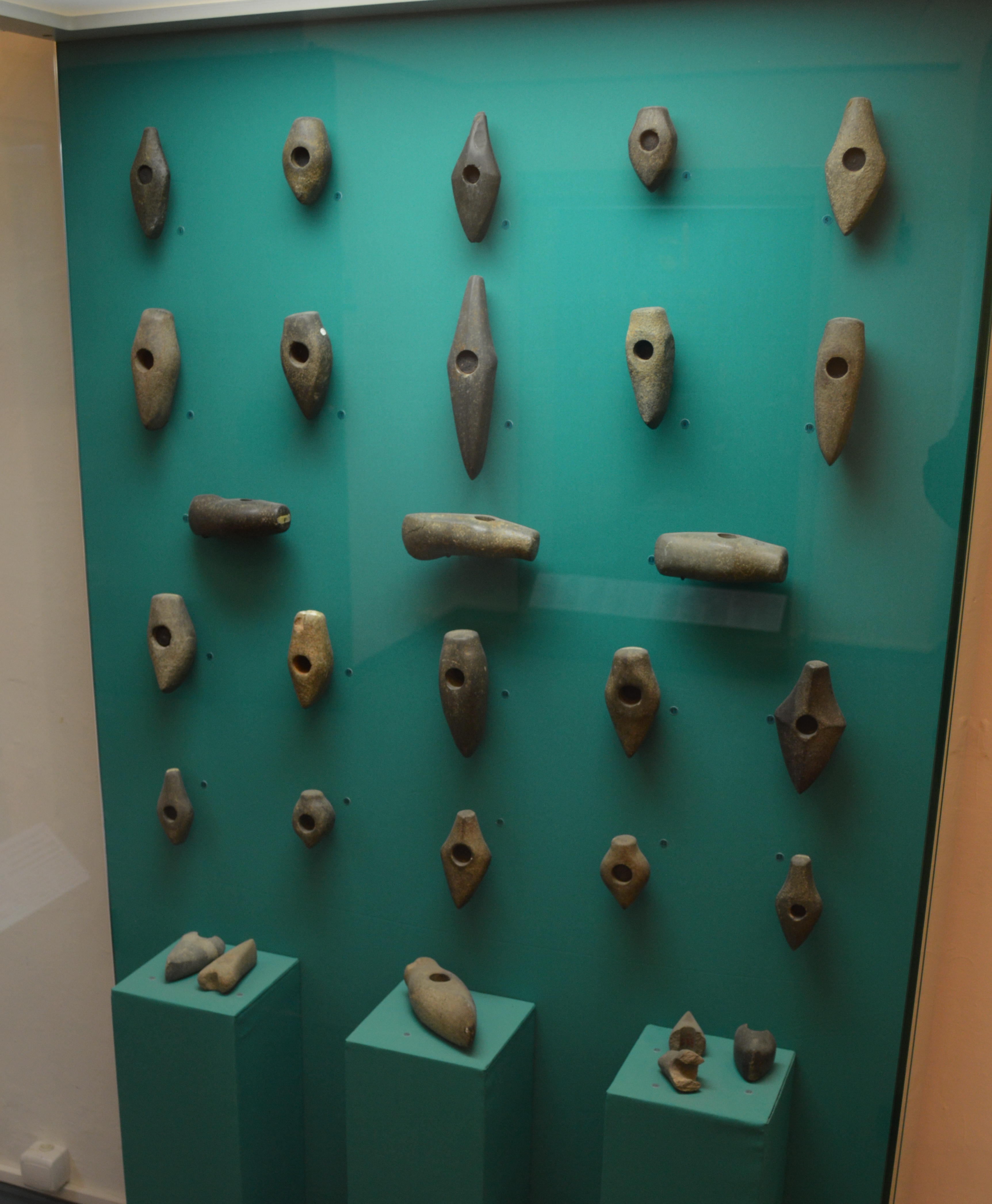
Боевые топоры Фатьяновской культуры. Диорит, сланец, гранит.

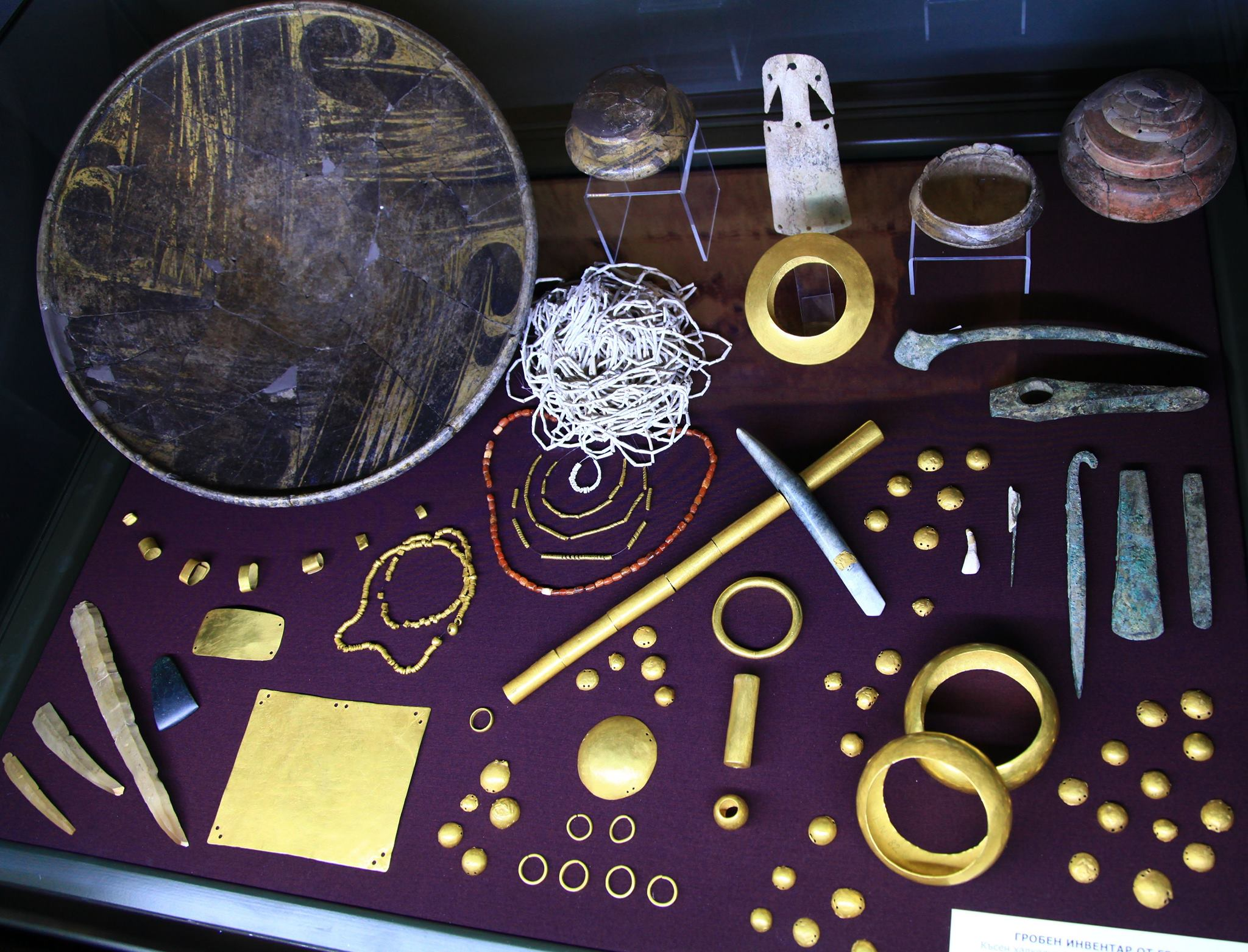
Артефакты, найденные в Варненском некрополе, Болгария. В одной могиле найдены изделия из камня, меди, кости и золота.

Медный век (также — меднокаменный век, халколит, энеолит) на территории Европы длился в среднем с 3500 по 1700 гг. до н. э., когда окончательно сменился европейским бронзовым веком.
В Атлантической Европе он характеризуется появлением традиции сооружения мегалитов — массивных каменных сооружений культового характера. Отчасти по этой причине в западноевропейской археологической традиции энеолит рассматривается как финальная стадия европейского неолита, тогда как среди археологов Восточной Европы (Польша, Румыния, Болгария, бывший СССР), где энеолитические инновации проявились в археологическом контексте раньше и заметнее, энеолит рассматривается отдельно от неолита.
Также в медном веке Европу начинают активно заселять носители пришедших с севера культур, принесших с собой лошадь, колесо и курганные погребения. В рамках курганной гипотезы эти культуры связывают с наиболее ранними в Европе носителями индоевропейских языков.
Экономика медного века, даже в тех регионах, где медь не использовалась, больше не состояла из земледельческих общин и племён. Происходит диверсификация производства: теперь ряд материалов производились в определённых местах, откуда распространялись в дальние регионы. В ряде мест развилось шахтное производство металлических руд и камня, наряду с созданием из этих материалов ценных товаров.

## Ранний медный век
В Европе было несколько независимых центров возникновения и распространения обработки меди:
- Малая Азия (6500-5000 гг. до н. э.) → Балканы (4500 гг. до н. э.) → Восточная Европа (4300-4000 гг. до н. э.) → Скандинавия (3500-3200) → Британия (2400); при этом распространение технологии в восточном направлении (Кавказ, Месопотамия, Каспий) началось существенно позже, около 4300-3500 гг. до н. э.
- Юг Италии (3600-3300 гг. до н. э.) → Юг Испании (3300), Южная (3100) и Атлантическая (2600) Франция → Британия (2400)

Позднее всего технологии металлообработки затронули северную Испанию и центральную Францию. В Британию металлообработка проникла на завершающем этапе, когда южный и северный пути встретились во времена культуры колоколовидных кубков.
Начиная с 3500 — 3000 гг. до н. э. медь начинают использовать на Балканах, в Восточной и Центральной Европе. Однако гораздо более важной инновацией данного периода является появление лошадей и колеса, и связанное с этим повышение мобильности культур. С 3500 г. и далее в Восточную Европу начинают проникать представители культур, происходящих из циркумпонтийских (между Чёрным и Каспийским морями) степей, таких, как ямная культура. Возникает смешанный комплекс, известный как среднестоговская культура, который вытесняет предшествующую днепро-донецкую культуру, вынуждая её носителей мигрировать в северо-западном направлении в сторону Балтики, где они, смешавшись с местным населением (Эртебёлле), образуют культуру воронковидных кубков A и C. Ближе к концу указанного периода на нижнем Дунае появляется ещё одна ветвь курганных культур, культура Чернавода I.
Тем временем на дунайском регионе культура Лендьел, принадлежавшая к группе расписной керамики, несколько столетий успешно теснит своих северных «курганных» соседей на территории Чехии и Польши, однако во второй половине данного периода постепенно уступает их давлению. На территории Болгарии и Южной Румынии культура Боян-Марица эволюционирует в монархию с явно царским кладбищем у побережья Чёрного моря. Эта модель, по-видимому, была позднее скопирована в регионе Тисы культурой Бодрогкерестур. За указанными изменениями, вероятно, стояли такие факторы, как специализация труда, экономическое расслоение и, вероятно, риск вторжений. Возникновение ранней Трои (Троя I) является очевидным следствием экспансии металлургии и новой социальной организации.
В западнодунайском регионе (бассейны Рейна и Сены) Михельсбергская культура сменяет свою предшественницу, Рёссенскую культуру. Тем временем в средиземноморском бассейне несколько культур (в первую очередь Шассейская на юго-востоке Франции и Лагоцца на севере Италии) сливаются в союз, одной из важных характеристик которого было распространение кремня медового цвета. Несмотря на это объединение очевидны следы конфликтов, поскольку на многих скелетах обнаружены следы насильственной смерти. Именно в это время погиб Отци, «ледовый человек», чья мумия была найдена в Альпах.
Ещё одной заметной новацией энеолита, характерной для атлантического региона, является традиция мегалитов. Вместе с мегалитами распространяется и земледелие, в том числе в те регионы, где дольше всего задерживались пережитки мезолита (например, Британские острова)

## Средний медный век
Указанный период охватывал первую половину 3 тыс. до н. э. Наиболее значительным событием была реорганизация дунайцев, создавших могущественную Баденскую культуру, чья территория примерно совпадала с относительно недавней Австро-Венгерской империей. На прочей части Балкан, хотя и заметны следы глубоких структуррных изменений, отсутствуют следы «восточных» (предположительно индоевропейских) культур, за исключением Коцофенской культуры в горном регионе. Новая Езерская культура на территории в Болгарии демонстрирует первые черты псевдо-бронзы (сплава меди с мышьяком). Аналогичный феномен появляется и у кикладской цивилизации после 2800 г. до н. э.
На севере на некоторое время предположительно индоевропейские группы уступают, испытывая сильное влияние дунайских культур. На востоке люди, пришедшие из-за Волги (ямная культура), предки носителей восточноиранских языков, захватывают южную часть России и Украины. На Западе единственным признаком единства является надкультурный феномен мегалитизма, распространившийся на огромной территории от южной Швеции до южной Испании, включающий большие участки южной Германии. В то же время, наблюдается фрагментация средиземноморских и дунайских культур на более мелкие, в ряде случаев с технологическим регрессом. Начиная с 2800 г. до н. э. дунайская культура Сены-Уазы-Марны продвигается на юг, уничтожая на своём пути большинство богатых мегалитических культур западной Франции.
Примерно после 2600 г. до н. э. несколько феноменов оказали влияние на последующие события:
Крупные города с каменными стенами появляются в двух разных зонах Иберского полуострова: одна группа возникает в португальском регионе Эстремадура (культура Вила-Нова-де-Сан-Педро), имеющая сильные связи с атлантическими мегалитическими культурами; вторая — близ Альмерии (юго-восточная Испания), вокруг крупного поселения городского типа Лос-Мильярес, носит средиземноморский характер, вероятно, с восточным культурным влиянием (могилы-толосы). Несмотря на множество различий между этими двумя цивилизациями, судя по всему, они поддерживали между собой дружественные контакты и торговые связи.
В области Дордони (Аквитания, Франция), возникает совершенно новая культура искусных лучников — Артенакская культура, которая вскоре захватила западную и даже северную часть Франции и Бельгии.
В Польше и близлежащих регионах предполагаемые носители индоевропейских языков реорганизуются и консолидируются снова в виде культуры шаровидных амфор. С другой стороны, сложившееся в течение многих столетий влияние дунайских культур, всё ещё сохранявших влияние, в значительной степени оставило отпечаток и на этой культуре.

## Поздний медный век
Этот период длился примерно с 2500 по 1800—1700 гг. до н. э., в зависимости от региона. Эти даты действительны для большей части Европы, тогда как Эгейский регион уже полностью находился в бронзовом веке (Эгейская культура). Около 2500 г. до н. э. новая катакомбная культура (прото-киммерийцы?), также индоевропейского происхождения, вытесняет ямную культуру в регионах к северу и востоку от Чёрного моря, сузив их территорию до их первоначального «ядра» к востоку от Волги. Некоторые носители катакомбной культуры проникают в Польшу, где они, возможно, сыграли роль в трансформации культуры шаровидных амфор.
Каковы бы ни были причины, около 2400 г. до н. э. носители культуры боевых топоров вытесняют или ассимилируют своих предшественников и распространяются на территории Придунавья и северо-западной Германии. Одна из ветвей этой культуры вторгается в Данию и южную Швецию, образуя там скандинавскую группу индивидуальных погребений, тогда как в среднедунайском бассейне, где наблюдается более высокая преемственность с предшествующими культурами, появляются явные признаки новой индоевропейской элиты (вучедолская культура). Одновременно на западе носители артенакской культуры достигают Бельгии. За исключением вучедолской культуры, дунайские культуры, столь процветавшие несколько веков назад, исчезли с карты Европы.
Загадочным феноменом этого периода является традиция колоколовидных кубков. Ранее её связывали с гипотетической культурой мигрирующего характера. В настоящее время носители данного феномена рассматриваются как меньшинство, либо, возможно, речь идёт о межкультурной традиции, передававшейся вместе с торговцами или носителями культа. В любом случае кубки встречаются в контексте погребений особого типа.
Прочая часть европейского континента остаётся практически без изменений, на ней царит относительный мир. Начиная с 2300 г. до н. э. в Богемии впервые появляется колоколовидная керамика, которая распространяется во многих направлениях, в частности, на запад, вдоль Роны и морского побережья, где достигает Вила-Новы (Португалия) и Каталонии (Испания). (Следует отметить, что ещё в 1970-е гг. в археологической литературе господствовало мнение об изначальном движении колоколовидных кубков с юга на север). Одновременно происходит не связанное с этим явление: около 2200 г. до н. э. в Эгейском регионе приходит в упадок кикладская цивилизация, которую сменяет новая дворцовая фаза минойской культуры на Крите.
Вторая стадия колоколовидных кубков, начавшаяся около 2100 г. до н. э., отмечается смещением центра этого феномена в Португалию, в центр культуры Вила-Нова. Влияние этого нового центра достигает всех частей южной и западной Франции, но отсутствует на юге и западе Иберии — примечательным исключением является Лос-Мильярес. После 1900 г. до н. э. центр колоколовидной керамики возвращается в Богемию, тогда как в Иберии наблюдается децентрализация феномена, с центрами в Португалии, Лос-Мильярес и Сьемпосуэлос.